# Aguinaga de Iza
Aguinaga o Aguinaga de Iza (Aginaga o Aginaga Itza en euskera) es una localidad española y un concejo de la Comunidad Foral de Navarra perteneciente al municipio de Iza. Está situado en la Merindad de Pamplona, en la Cuenca de Pamplona y 21,1 km de la capital de la comunidad, Pamplona. Su población en 2014 fue de 14 habitantes (INE).

## Geografía física

### Situación
La localidad de Aguinaga ocupa la parte noroccidental del valle de Gulina y del municipio de Iza. El núcleo de población su sitúa en una media ladera a la derecha de un riachuelo que baja de la localidad de Cía a una altitud de 455 m s. n. m. Su término concejil tiene una superficie de 3,841 km² y  limita al norte con los concejos de Latasa, Eraso y  Zarranz todos ellos en el municipio de Imoz, al este con los de Cía y Larumbe, al sur con el de Gulina y al oeste con los de Aizcorbe y Echeverri en el municipio de Araquil y con el municipio de Irurzun.

## Demografía
| Gráfica de evolución demográfica de Aguinaga de Iza entre 2000 y 2013 |
|                                                                       |
| Datos según el nomenclátor publicado por el INE.                      |